# Bükkszentmárton
Bükkszentmárton je vas na Madžarskem, ki upravno spada pod podregijo Bélapátfalvai Županije Heves.